# A jagárok repülése
A jagárok repülése (Flight of the Jaquins) az Elena, Avalor hercegnője című animációs sorozat első évadának tizenharmadik epizódja.

## Szereplők
| Szereplő       | Eredeti hang        | Magyar hang          |
| -------------- | ------------------- | -------------------- |
| Elena hercegnő | Aimee Carrero       | Györfi Anna          |
| Migs           | Chris Parnell       | Mészáros András      |
| Luna           | Yvette Nicole Brown | Náray Erika          |
| Skylar         | Carlos Alazraqui    | Baráth István        |
| Ciela          | Jenna Lea Rosen     | Hermann Lilla        |
| Nico           | Wilber Zaldivar     | Szalay Csongor       |
| Chief Zephyr   | Jess Harnell        | Vass Gábor           |
| Avión          | Lincoln Melcher     | Berecz Kristóf Uwe   |
| Troyo          | Grant George        | Szabó P. Szilveszter |
| Noblin         | TBA                 | Crespo Rodrigo       |
| Jiku           | Lucas Grabeel       | Mikola Gergő         |